# Rose Creek (Minnesota)
Pour les articles homonymes, voir Rose Creek.
Rose Creek est une ville américaine située dans le Comté de Mower, dans le Minnesota. Selon le recensement de 2010, sa population est de 394 habitants.